# (3167) Babcock
(3167) Babcock (1955 RS) est un astéroïde de la ceinture principale, découvert le 13 septembre 1955 à l'observatoire Goethe Link près de Brooklyn, dans l'Indiana. Il a une magnitude absolue de 11,4.